# Gadella

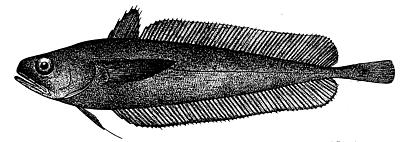
Gadela común (Gadella maraldi).

Las gadelas son las especies del género Gadella, peces marinos de la familia de los móridos, de amplia distribución mundial.

## Especies
Existen 13 especies válidas dentro de este género, que son:
- Gadella brocca (Paulin y Roberts, 1997)
- Gadella dancoheni (Sazonov y Shcherbachev, 2000)
- Gadella edelmanni (Brauer, 1906)
- Gadella filifer (Garman, 1899)
- Gadella imberbis (Vaillant, 1888) - Gadela imberbe o Bacaladilla imberbe.
- Gadella jordani (Böhlke y Mead, 1951)
- Gadella macrura (Sazonov y Shcherbachev, 2000)
- Gadella maraldi (Risso, 1810) - Gadela común.
- Gadella molokaiensis (Paulin, 1989)
- Gadella norops (Paulin, 1987)
- Gadella obscurus (Parin, 1984)
- Gadella svetovidovi (Trunov, 1992)
- Gadella thysthlon (Long y McCosker, 1998)